# Looking-glass self
Der Begriff Looking-glass self bzw. Spiegelbildeffekt (auch bekannt als looking glass effect) beschreibt das Selbstkonzept als sich entwickelnde Folge der wahrgenommenen Eindrücke und Bewertungen im sozialen Miteinander. Der Begriff wurde 1902 von Charles Cooley eingeführt.

## Die drei Elemente
Cooley postulierte drei Elemente, die zur Herausbildung der eigenen erlebten Identität führen:
Die Person handelt und weiß (nimmt an), dass sie dabei beobachtet wird:
- wie sie von anderen Menschen gesehen/erlebt wird
- wie sie von diesen anderen Menschen daraufhin bewertet wird
- was für Gefühle sie aufgrund dieser Bewertung erlebt

Diese Elemente wirken zusammen und beeinflussen sich gegenseitig.
Es geht hier nicht um wirkliche Bewertung durch bedeutsame andere Personen, sondern darum, was das Individuum darüber glaubt (alles unterliegt der Interpretation durch das Individuum).
In dieser Weise ist laut Cooley jeder dem anderen ein Spiegel.

## Bewertung
Dieser frühe Ansatz in der Soziologie erklärt die Entwicklung von Identität als Resultat des sozialen Miteinanders und ist damit Vorläufer von Ansätzen des Symbolischen Interaktionismus. Versuche in neuerer Zeit, diesen Ansatz empirisch zu untermauern, finden Belege für den Einfluss von anderen Menschen auf die Identitätsentwicklung (insbesondere wenn diese anderen Menschen einen hohen sozialen Status haben). In Gregg Henriques' Tree of Knowledge System, welches davon ausgeht, dass die Rechtfertigung des eigenen Handelns gegenüber anderen zur Herausbildung des Selbst führt, findet sich ein moderner Nachfolger des looking glass effect.

## Rezeption
Der deutsch-US-amerikanische Politikwissenschaftler Alexander Wendt nutzt das Konzept, um die erste Interaktion zwischen zwei Akteuren (Ego und Alter) zu erklären. In Wendts konstruktivistischem Ansatz tendieren demnach Konzeptionen des Selbst und von Interessen dazu, die Praktiken eines signifikant anderen über Zeit zu „spiegeln“. Aus diesem Grund schlägt er bei der ersten Interaktion Handeln auf Basis von Wahrscheinlichkeiten vor und nicht auf Basis der Annahme des Schlimmsten.